# Palimbia chrysantha
Palimbia chrysantha är en flockblommig växtart som beskrevs av C.Koch och Pierre Edmond Boissier. Palimbia chrysantha ingår i släktet Palimbia och familjen flockblommiga växter. Inga underarter finns listade i Catalogue of Life.